# Zar Amir Ebrahimi
Zar Amir Ebrahimi, pers. زهرا اميرابراهيمی (ur. 9 lipca 1981 w Teheranie) – irańska aktorka filmowa i telewizyjna.

## Życiorys
Studiowała teatrologię na Uniwersytecie Azad i już w wieku 18 lat zaczęła występować w filmach krótkometrażowych. Rozpoznawalność w Iranie zdobyła dzięki drugoplanowej roli w popularnej telenoweli Nargess (2006).
W 2006 musiała opuścić Iran w wyniku obyczajowego skandalu, gdy wyciekła prywatna taśma z rzekomym nagraniem aktorki uprawiającej seks z mężczyzną. Od tej pory mieszkała w Paryżu. Już będąc na przymusowym wygnaniu Ebrahimi zagrała w takich filmach, jak m.in. Szirin (2008) Abbasa Kiarostamiego, Kobiety bez mężczyzn (2009) Shirin Neshat czy w animacji Teheran tabu (2017) Alego Soozandeha.
Przełomowym momentem w jej karierze stała się główna rola w opartym na faktach thrillerze Holy Spider (2022) Alego Abbasiego. Ebrahimi wcieliła się w postać dziennikarki prowadzącej śledztwo w sprawie seryjnych morderstw prostytutek w świętym dla muzułmanów mieście Meszhed. Kreacja ta przyniosła jej nagrodę dla najlepszej aktorki na 75. MFF w Cannes. Ebrahimi stała się tym samym pierwszą w historii laureatką tej prestiżowej nagrody, pochodzącą z Iranu. Niestety błyszcząca w świetle festiwalowych reflektorów aktorka nie znalazła uznania w oczach irańskich władz, które oskarżyły ją o bluźnierstwo, a wkrótce po odebraniu nagrody otrzymała około dwustu gróźb śmierci.